# Osvaldo Nardiello
Osvaldo Ángel Nardiello (ur. 31 sierpnia 1936, zm. 26 maja 2020) – argentyński piłkarz, pomocnik, napastnik (prawoskrzydłowy).
Urodzony w Rosario Nardiello w latach 1955–1957 był piłkarzem klubu Newell’s Old Boys Rosario. W 1958 roku przeszedł do klubu Boca Juniors, gdzie zadebiutował 29 czerwca w przegranym 0:2 meczu przeciwko drużynie Racing Club de Avellaneda. Razem z Boca Juniors sięgnął w 1958 po tytuł wicemistrza Argentyny, a jednocześnie zdobywając 18 goli okazał się najlepszym strzelcem klubu w sezonie.
Jako piłkarz klubu Boca Juniors wziął udział w turnieju Copa América 1959, gdzie Argentyna zdobyła mistrzostwo Ameryki Południowej. Nardiello zagrał w czterech meczach – z Peru (18 marca – w 78 minucie zmienił Corbattę; debiut w reprezentacji), Paragwajem (w 52 minucie wszedł za Corbattę), Urugwajem (tylko w drugiej połowie – w przerwie zmienił Corbattę) i Brazylią (tym razem cały mecz).
Rok później wziął udział w turnieju Copa del Atlántico 1960, gdzie Argentyna zajęła drugie miejsce. Nardiello zagrał tylko w jednym meczu – z Paragwajem.
W Boca Juniors Nardiello grał do 1962 roku – ostatni mecz rozegrał 1 listopada, kiedy to Boca Juniors pokonał 1:0 Racing. Na zakończenie zdobył razem z Boca Juniors swój jedyny tytuł mistrza Argentyny. Łącznie w barwach Boca Juniors Nardiello rozegrał 107 meczów i zdobył 44 bramki.
Następnie w 1963 roku został piłkarzem Estudiantes La Plata, gdzie występował do 1965 roku. Potem w latach 1965–1966 był piłkarzem klubu Chacarita Juniors, a karierę zakończył w 1967 roku w klubie San Lorenzo Mar del Plata. Łącznie w lidze argentyńskiej Nardiello rozegrał 240 meczów i zdobył 71 bramek.
Nardiello w reprezentacji Argentyny rozegrał w sumie 12 meczów i zdobył 5 bramek.